# Rifugio Quintino Sella (Monviso)
Das Rifugio Quintino Sella (2640 m s.l.m.) ist eine in den Sommermonaten bewirtschaftete Schutzhütte in den Cottischen Alpen der norditalienischen Provinz Cuneo, Region Piemont.
Das Rifugio des Club Alpino Italiano (CAI) gehört zur Gemeinde Crissolo (oberes Potal, auch Valle Po genannt) und liegt am Lago Grande unterhalb des Monviso.
Es dient als klassische Ausgangsbasis für die Besteigung des Monviso über den Normalweg.

## Geschichte
Das Rifugio wurde am 23. Juli 1905 eingeweiht und nach Quintino Sella, dem Gründer des CAI, benannt. Es wurde zunächst als Rifugio Quintino Sella al Lago Grande bezeichnet, um es vom ersten, weit kleineren Rifugio Quintino Sella superiore, das bis 1932 im Vallone delle Forciolline (2950 m s.l.m.) stand, unterscheiden zu können. Das Rifugio ist mehrmals, zuletzt 2001, erweitert und modernisiert worden.

## Übergänge
- Zum tiefer gelegenen Rifugio Alpetto (2268 m) in etwa 1¼ Stunden
- Im Rahmen des Giro del Monviso über den Passo Gallarino und den Passo di San Chiaffredo zum Rifugio Vallanta (5½ Stunden).
- Ebenfalls auf dem Giro del Monviso, aber in der Gegenrichtung, über Pian del Re und Colle delle Traversette oder Buco di Viso (ältester Tunnel der Alpen) zum französischen Refuge du Viso (6 Stunden).

## Gipfelbesteigungen
- Monviso, 3841 m
- Viso Mozzo, 3019 m
- Punta Roma, 3070 m
- Punta Trento, 2970 m
- Punta Dante, 3166 m
- Cima delle Lobbie, 3015 m